# Lankesterella ceracifolia
Lankesterella ceracifolia là một loài thực vật có hoa trong họ Lan. Loài này được (Barb.Rodr.) Mansf. mô tả khoa học đầu tiên năm 1940.

## Hình ảnh

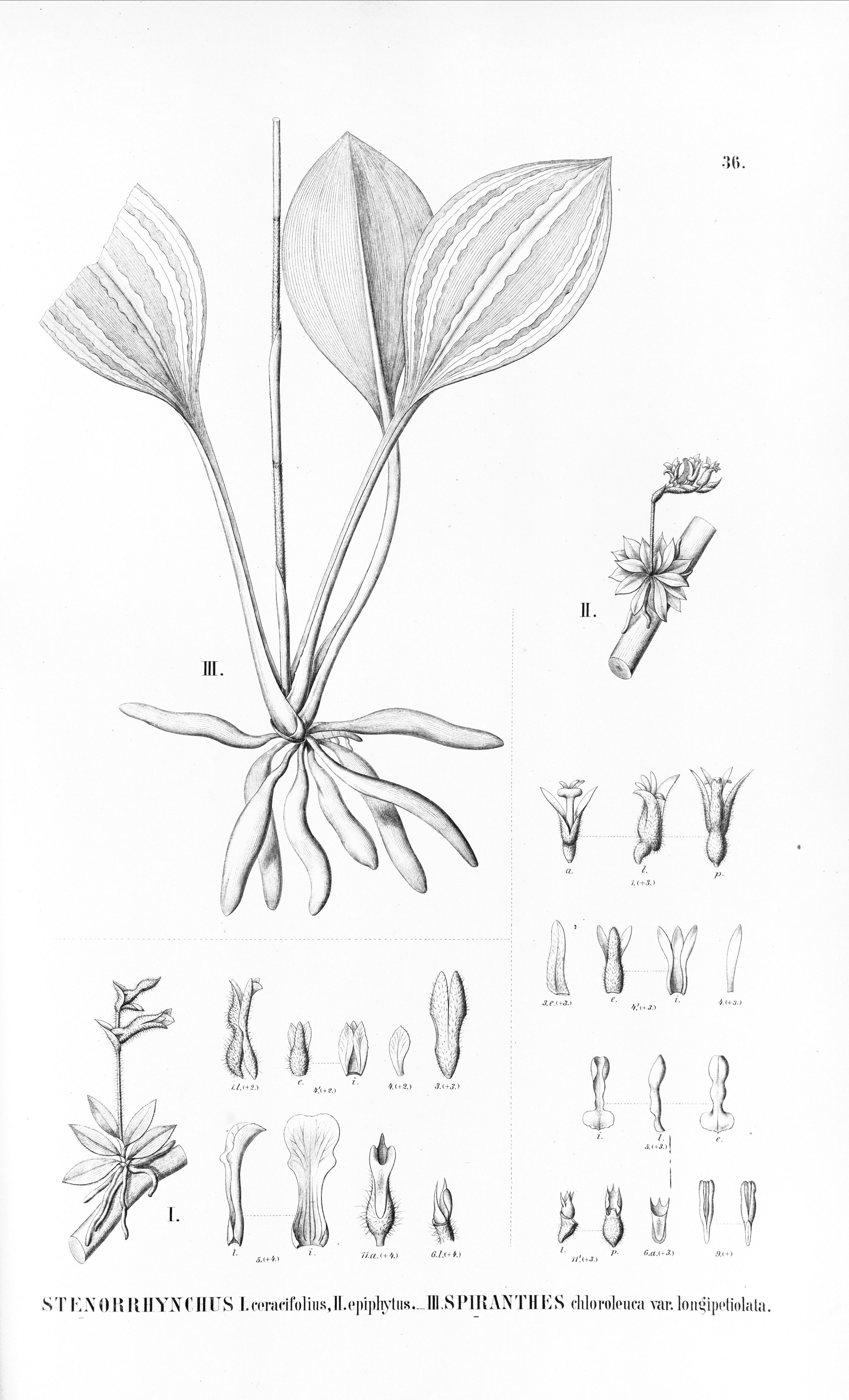